# Саврасов, Иван Фёдорович
Иван Фёдорович Саврасов (1767—1839) — почётный опекун Санкт-Петербургского Опекунского совета и сенатор. Тайный советник.

## Биография
Родился в 1778 году. В 1796 году был выпущен из Пажеского корпуса в лейб-гвардии Конный полк поручиком; в 1799 году — полковник.
В 1802 году ушёл с военной службы на гражданскую — с чином статского советника, и до 1807 года служил в Коллегии иностранных дел, затем по 1808 год был начальником комиссариатского отделения хозяйственной экспедиции Адмиралтейств-коллегии.
В 1807 году он был также назначен на место Н. А. Дивова состоять «кавалером к воспитанию» великих князей Николая Павловича и Михаила Павловича — вместе с А. П. Алединским, Н. И. Ахвердовым, Вульфом (Вольфом?), Г. А. Глинкой и П. А. Ушаковым; в 1814 и 1815 годах сопровождал в путешествие обоих великих князей, а в 1816 и 1817 годах — одного Николая Павловича; во время этих путешествий с ним вела переписку императрица Мария Фёдоровна.
Затем, с 1819 по 1831 год И. Ф. Саврасов был почётным опекуном Санкт-Петербургского Опекунского совета; одновременно, состоял в ведомстве Министерства финансов.
В 1812 году был произведён в действительные статские советники, в 1826 году — в тайные советники.
Был назначен сенатором 25 апреля 1827 года, присутствующим в I отделении V департамента. 
Умер 16 (28) ноября 1839 года. 

## Награды
- орден Св. Владимира 3-й ст. (02.06.1815)[5]
- орден Св. Анны 1-й ст. (05.04.1819)[6]
- орден Св. Владимира 2-й ст. (21.04.1829)[7]
- знак отличия беспорочной службы за XXXV лет (22.08.1833)[8]
- орден Белого орла (31.12.1836)[9]